# Crepis auriculifolia
Crepis auriculifolia là một loài thực vật có hoa trong họ Cúc. Loài này được Sieber ex Spreng. mô tả khoa học đầu tiên năm 1826.